# 宽鳞鱼科
宽鳞鱼科（学名：Eurypholidae）为鲑形目的一个科。

## 下级分类
本科包括以下属：
- 宽鳞鱼属 Eurypholis Pictet, 1851
- 弯喙蜥鱼属 Saurorhamphus Heckel, 1849